# Saint-Laurent, Creuse
Saint-Laurent este o comună în departamentul Creuse din centrul Franței. În 2009 avea o populație de 642 de locuitori.

## Evoluția populației
| An        | 1975 | 1982 | 1990 | 1999 | 2006 | 2009 |
| --------- | ---- | ---- | ---- | ---- | ---- | ---- |
| Populație | 425  | 493  | 478  | 539  | 614  | 642  |